# Filip Semjonowitsch Bondarenko

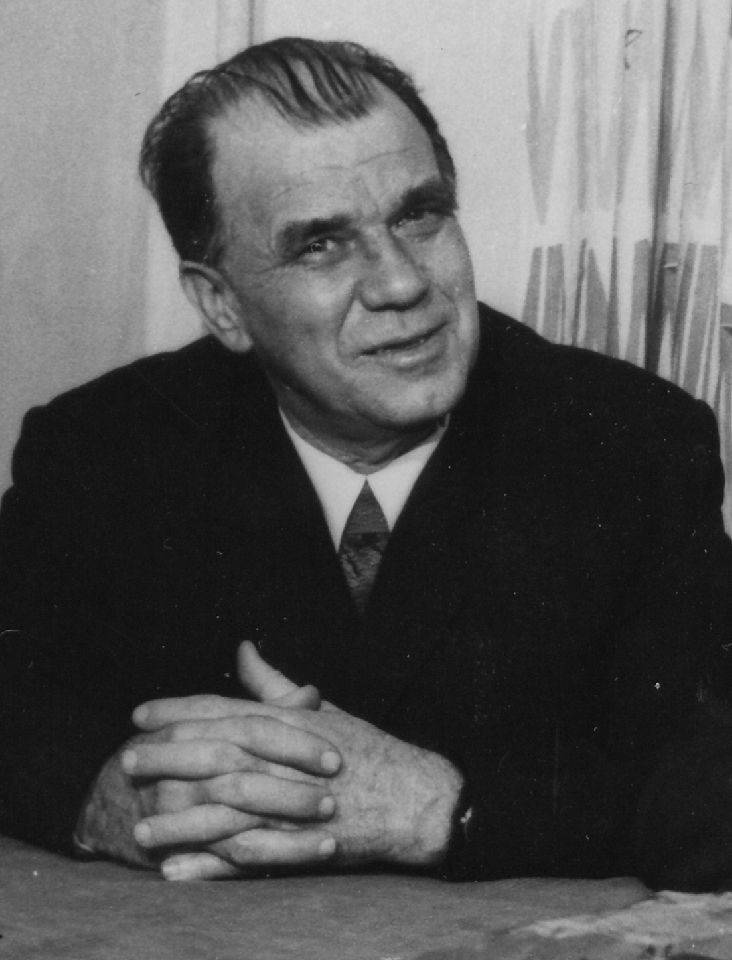
Filip Semjonowitsch Bondarenko etwa 1985

Filip Semjonowitsch Bondarenko (russisch Филипп Семёнович Бондаренко; * 21. Oktober 1905 in der Staniza Tepikinskaja, Chopjorski okrug, Oblast des Don-Heeres; † 8. Februar 1993 in Dnipropetrowsk) war ein ukrainischer Schachkomponist.

## Leben
Nach Abschluss der Mittelschule 1924 und Arbeit in einem Betrieb begann Bondarenko 1928 eine Laufbahn in der Armee. 1954 wurde er als Oberstleutnant in die Reserve versetzt und arbeitete danach für die Polizei als Oberst.

## Kompositionen
Bondarenko komponierte Studien und Schachaufgaben. Seine erste Arbeit erschien 1924 in der Dnepropetrowsker Zeitung Swesda. Insgesamt schuf er mehr als 800 Aufgaben und über 600 Studien. 190 davon wurden ausgezeichnet.
Bondarenko legte eine Sammlung mit mehr als 30.000 Studien an, die nach seinem Tod nur teilweise gefunden wurde. Er veröffentlichte viele Artikel in ausländischen Zeitschriften.
|   | a | b | c | d | e | f | g | h |   |
| 8 |   |   |   |   |   |   |   |   | 8 |
| 7 |   |   |   |   |   |   |   |   | 7 |
| 6 |   |   |   |   |   |   |   |   | 6 |
| 5 |   |   |   |   |   |   |   |   | 5 |
| 4 |   |   |   |   |   |   |   |   | 4 |
| 3 |   |   |   |   |   |   |   |   | 3 |
| 2 |   |   |   |   |   |   |   |   | 2 |
| 1 |   |   |   |   |   |   |   |   | 1 |
|   | a | b | c | d | e | f | g | h |   |

Lösung:

1. Sg5–f3! Ka6–b7

2. Tg8–e8!! a2–a1D

3. Te8xe7+ Kb7–c6

4. Te7–e6+ Kc6–d5

5. Te6–e5+ Kd5–c4

6. Te5–e4+ Kc4–d3

7. Te4–e3+ Kd3–c2

8. Te3–e2+ Remis durch Dauerschach.

## Titel
1966 wurde Bondarenko Meister des Sports der UdSSR und Internationaler Schiedsrichter für Schachkompositionen. Ein Jahr später gewann er die Meisterschaft der bewaffneten Streitkräfte der UdSSR in der Studienabteilung, 1970 und 1972 belegte er in diesen Meisterschaften jeweils den 3. Platz. 1979 verlieh ihm die FIDE den Titel Internationaler Meister für Schachkompositionen.

## Veröffentlichungen
Ein Verdienst Bondarenkos bestand in der Dokumentation zahlreicher Biografien von Schachkomponisten aus aller Welt. Zu diesem Zweck führte er eine umfangreiche Korrespondenz. Ihr widmete er den Hauptinhalt seiner Bücher, u. a.
- Tigran Borissowitsch Gorgijew; Filip Semjonowitsch Bondarenko: Schachowi etjud na Ukraini (Die Schachstudie in der Ukraine). Sdorowja, Kiew, 1966
- Filip Semjonowitsch Bondarenko: Galereja schachmatnych etjudistow (Galerie der Studienkomponisten). Fiskultura i sport, Moskwa, 1968
- Filip Semjonowitsch Bondarenko: Ejyud w peschetschnom okontschanii (Die Studie im Bauernendspiel). Fiskultura i sport, Moskwa, 1973
- Filip Semjonowitsch Bondarenko: Stanowlenije schachmatnogo etjuda (Entstehung der Schachstudie). Sdorowja, Kiew, 1980
- Filip Semjonowitsch Bondarenko: Raswitije schachmatnogo etjuda (Entwicklung der Schachstudie). Sdorowja, Kiew, 1983
- Filip Semjonowitsch Bondarenko: Triumf sowjetskogo schachmatnogo etjuda (Triumph der sowjetischen Schachstudie). Sdorowja, Kiew, 1984
- Filip Semjonowitsch Bondarenko: Sowremmenny schachmatny etjud (Die moderne Schachstudie). Sdorowja, Kiew, 1987
- Ein weiteres Buch von Bondarenko erschien in den Niederlanden.